# Minna Kauppi
Minna Kauppi (ur. 25 listopada 1982 w Asikkala) – fińska zawodniczka biegająca na orientację, wielokrotna mistrzyni świata.
Mieszka w Jyväskylä i trenuje w klubie Asikkalan Raikas. Jej partnerem jest sportowiec, mistrz świata w biegu na orientację, Pasi Ikonen.
Po raz pierwszy w historii Finlandii została Sportowcem Roku 2010, który reprezentuje kraj w biegu na orientację.

## Kariera

### Początek i pierwsze sukcesy jako juniorka
Ze sportem miała styczność od najmłodszych lat, zaczynając od narciarstwa i biegania. Wraz ze swoim starszym rodzeństwem próbowała wielu dyscyplin sporu i tak po raz pierwszy z biegiem na orientację zetknęła się w wieku 8 lat. Próbowała także uprawiać lekkoatletykę, biegi narciarskie, tenisa oraz gimnastykę. Jako nastolatka największe starania pokładała w trenowaniu biegów narciarskich, dopiero później przekonała się do biegu na orientację i tak w wieku 17 lat postawiła sobie za cel by za rok wystartować w mistrzostwach świata juniorów w biegu na orientację. Ostatecznie ten cel ziścił się i w 2000 roku podczas Mistrzostw Świata Juniorów w Nowym Mieście na Morawach zdobyła złoty medal na dystansie krótkim i brązowy w sztafecie.
W 2001 roku na Mistrzostwach Świata Juniorów w Miszkolcu, podobnie jak rok temu, zdobyła złoty medal na dystansie krótkim i brązowy w sztafecie. Rok później wywalczyła 3 medale podczas Mistrzostw Świata Juniorów w Alicante, gdzie zajęła pierwsze miejsce w biegu krótkim, trzecie w biegu klasycznym oraz drugie w biegu sztafetowym.

### Osiągnięcia na mistrzostwach świata
Po sukcesach Minny Kauppi w zawodach juniorskich, w 2004 roku po raz pierwszy zdobyła medal z Mistrzostw Świata w Biegu na Orientację, które odbyły się w Västerås – zajęła wtedy drugie miejsce w sztafecie. W 2005 roku na Mistrzostwacg Świata w Aichi zdobyła brązowy medal w biegu średnim.
W 2006 roku stanęła na podium wszystkich czterech konkurencji Mistrzostw Europy w Biegu na Orientację w Otepää, zajmując odpowiednio trzecie miejsce w sprincie oraz na dystansie długim i pierwsze miejsce na dystansie średnim oraz w sztafecie. W tym samym roku zajęła także pierwsze miejsce w sztafecie podczas Mistrzostw Świata w Aarhus. Podczas Mistrzostw Świata 2007 w Kijowie zdobyła srebrny medal w sprincie i dwa złote medale za bieg długi oraz sztafetę. W 2008 roku na Mistrzostwach Europy w Windawie zdobyła dwa brązowe medale za bieg średni oraz bieg sztafetowy, a także na Mistrzostwach Świata w Ołomuńcu zdobyła srebrny medal w sprincie i dwa złote medale za bieg średni oraz bieg sztafetowy.
Minna Kauppi rok 2009 rozpoczęła od sukcesów podczas World Games w Kaohsiung, gdzie zajęła pierwsze miejsce w sprincie i drugie miejsce w biegu średnim oraz w sztafecie. W tym samym roku zajęła także trzecie miejsce w biegu długim oraz w sztafecie podczas Mistrzostw Świata w Miszkolcu. W 2010 roku wywalczyła srebrny medal w sztafecie podczas Mistrzostw Europy w Primorsku oraz złoty medal na dystansie średnim i w sztafecie podczas Mistrzostw Świata w Trondheim.

### Inne osiągnięcia
Minna Kauppi odniosła także wiele sukcesów w zawodach Pucharu Świata, dzięki czemu w klasyfikacji generalnej w 2006 i 2007 roku zajęła 3. miejsce, a w 2008 roku zajęła drugie miejsce.